# Renato Ognibene
Renato Ognibene (Modena, 1º marzo 1928 – 11 luglio 2007) è stato un politico, partigiano e sindacalista italiano.

## Biografia
Cresciuto in una famiglia di antifascisti; il cugino Fermo Ognibene cadde combattendo contro i nazifascisti. Renato, non ancora sedicenne, lasciò la scuola per partecipare alla Resistenza.
Partigiano combattente nella Brigata "Aristide", che operava nella zona di Carpi, dopo la Liberazione riprese gli studi, poi divenne un dirigente delle Associazioni contadine della CGIL. Dal 1960 al 1964 è segretario della Camera del Lavoro di Modena; dal 1967 al 1971 è segretario generale nazionale della Federmezzadri.
Deputato del Partito Comunista Italiano, eletto nel collegio di Parma, dal 1963 al 1972, nella IV e V legislatura, Ognibene fu anche, dal 1978 al 1986, consigliere del Comitato economico sociale dell'Unione Europea.
Per anni ha anche operato, al fianco della M.O.V.M. Omar Bisi, come vice presidente dell'ANPI di Modena.